# Chronographe

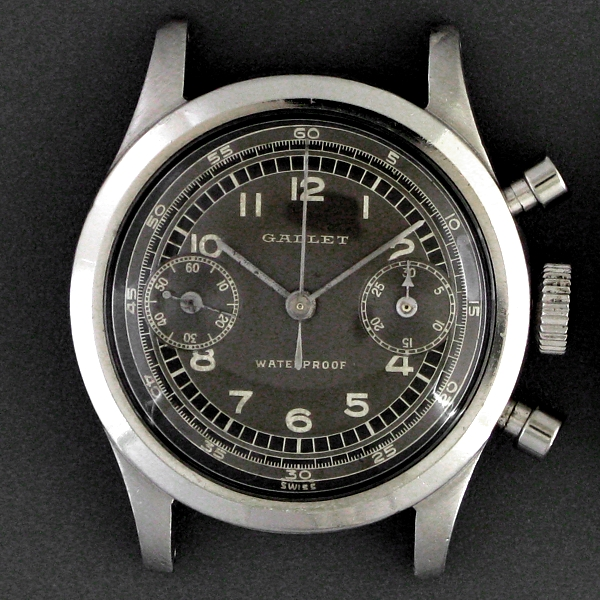
Un chronographe-bracelet du XX.

Cet article possède un paronyme, voir Chronoscaphe.
Ne doit pas être confondu avec Chronomètre.
Le chronographe  est un instrument de mesure du temps entre deux événements. Dans l’acception moderne du terme, un chronographe est une montre équipée d’au moins une aiguille indépendante que l’on peut démarrer, stopper et remettre à zéro, en vue de mesurer un intervalle de temps.
Dans le langage commun, on utilise souvent et abusivement le terme chronomètre pour désigner un chronographe. Le chronomètre est un label de qualité, basé sur la norme ISO 3159, obtenu par un instrument horaire auprès d'un organe certifié, par exemple le COSC. Une montre chronographe peut également obtenir le label de chronomètre, dans ce cas on peut parler d'un chronomètre-chronographe.
Le nom chronographe est dérivé du grec ancien χρόνος, khrónos « temps » et γράφω gráphō « écrire ».
Lorsque l’heure est absente, on parle de « compteur ».
Le plus souvent, le chronographe est actionné par des poussoirs permettant d'enclencher le comptage (départ ou Start), de l'arrêter (arrêt ou Stop) et de réinitialiser (remise à zéro ou Reset).
Dans la terminologie horlogère, c’est une complication, c'est-à-dire une fonction additionnelle ajoutée à une montre, au même titre que la date, les phases de la lune ou la sonnerie.

## Historique

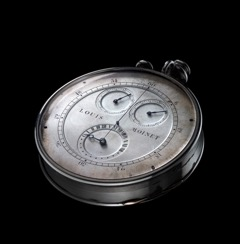
« Compteur de Tierces » de Louis Moinet, 1816.

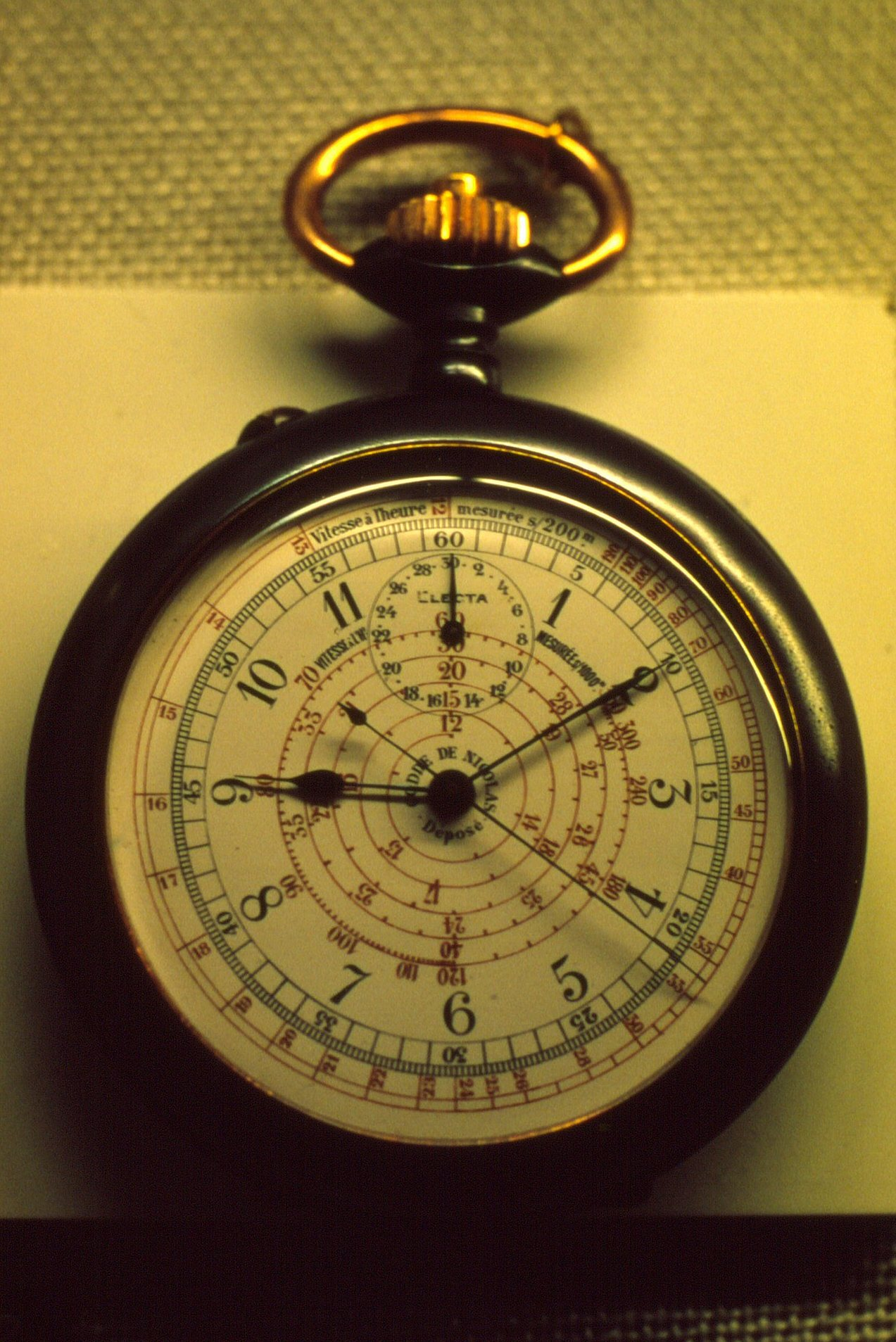
Un chronographe de poche Electa du XIX.

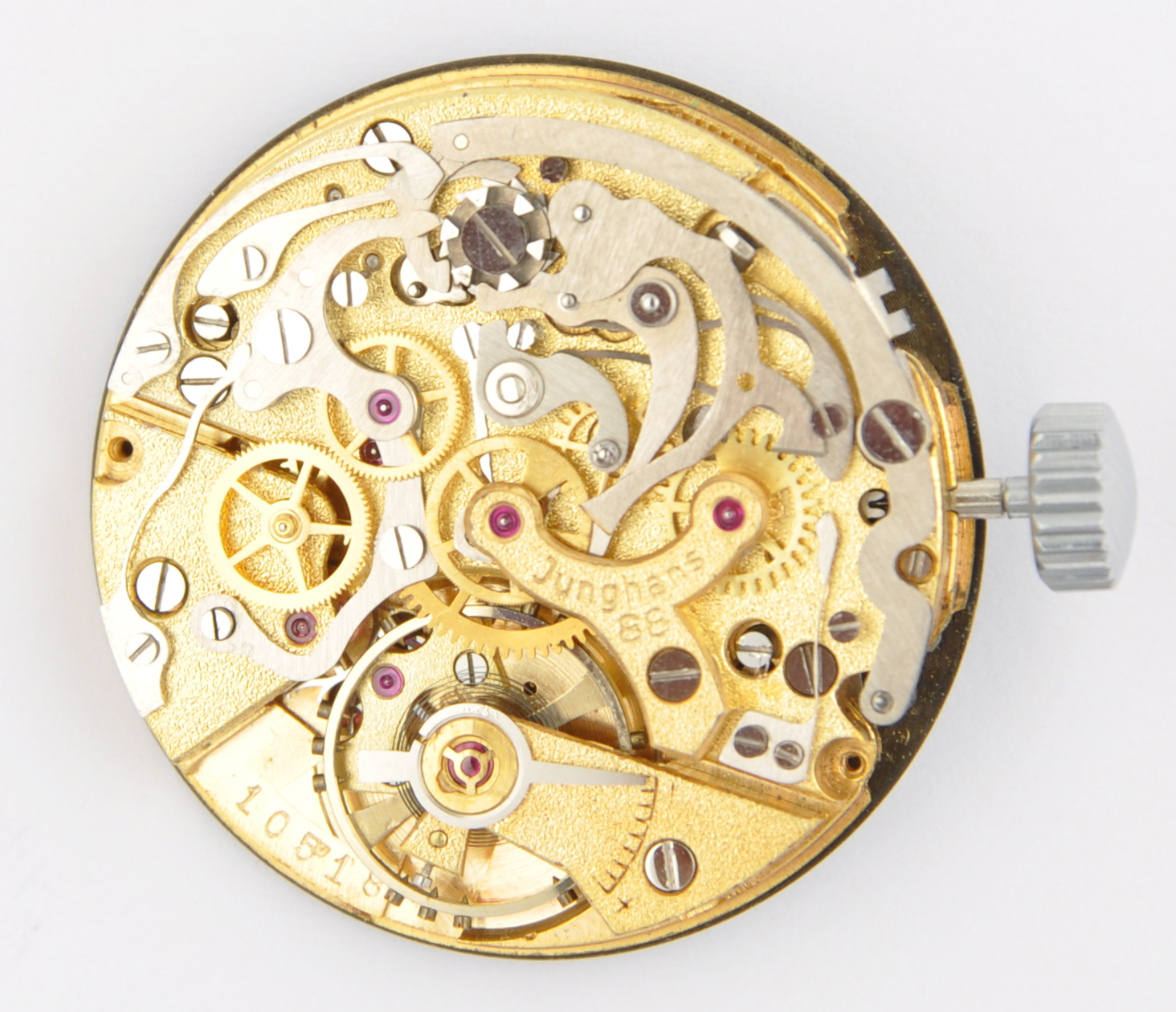
Détail du mécanisme d'un chronographe Junghans J88.

Les premières montres capables d'indiquer la durée d'une observation furent les montres à secondes indépendantes ou à secondes mortes. On attribue leur invention à l'horloger genevois Jean Moïse Pouzait en 1776. Sur ces montres qui « battent la seconde » on peut arrêter et faire repartir l'aiguille des secondes, mais il n'y a pas de remise à zéro. En 1788, l’horloger belge Hubert Sarton (1748-1828) a présenté à la société d’émulation de Liège une « montre chronométrographique » qui pourrait être précurseur du chronographe moderne. John Arnold père (1736-1799) et Louis Moinet (1768-1853), ont fabriqué des compteurs capables d'indiquer le 1/60e de seconde. Louis Moinet a appelé son compteur, fabriqué vers 1816, « compteur de tierces ». C'est un instrument remarquable puisque l'aiguille centrale, qui fait un tour en une seconde, peut être démarrée, arrêtée et remise à zéro.
Le mot « chronographe » a été utilisé plus tard pour la première fois en horlogerie par Nicolas-Mathieu Rieussec (1781-1866), horloger installé à Paris, qui a créé, et fait breveter en 1821, un système de mesure des temps courts, à l’aide d’un cadran tournant surmonté d’une aiguille fixe munie d'un petit réservoir d'encre. La trace de l’encre laissée sur le cadran permettait de déterminer le laps de temps que l’on souhaitait mesurer.
Louis-Frédéric Perrelet (1781-1854), conçut en 1827 une montre avec deux aiguilles des secondes : l’une des aiguilles pouvait être arrêtée à volonté, et par un deuxième appui sur le poussoir elle reprenait la place qu’elle aurait eue si elle ne s’était pas arrêtée. C'est l'ancêtre des systèmes à rattrapante modernes.
Vers 1836, Joseph Thaddeus Winnerl (1799-1886) a inventé le cœur de chronographe, une came en forme de cœur permettant facilement la remise à zéro de l'aiguille des secondes.
Enfin en 1861 Henri-Ferréol Piguet, qui travaillait pour la maison Nicole & Capt à Londres, a réalisé le premier chronographe moderne, montre dotée d'une aiguille supplémentaire commandée par un poussoir unique permettant le départ, l'arrêt et la remise à zéro,.
Le mécanisme de chronographe est ajouté à un mouvement de montre. Il peut alors être sous le cadran, donc invisible lorsque l'on regarde le mouvement, ou ajouté sur les ponts, on dit alors « en vue ».

## Développement du chronographe à la fin duXIXesiècle
À partir des années 1860, la fabrication du chronographe va s'étendre rapidement, principalement en Suisse.
C'est d'abord dans la Vallée de Joux et à Genève que sont produits des pièces de grande qualité, souvent en or. Le plus souvent les mouvements sont produits dans la Vallée de Joux par des ateliers spécialisés comme ceux de Louis-Elisée Piguet au Brassus, Meylan-Truan & Fils au Sentier, ou la société LeCoultre & Cie qui, entre 1870 et 1900 a créé pas moins de 128 calibres chronographe.
Les montres complètes sont commercialisées par les grandes maisons de Genève comme Golay Fils & Stahl, Benjamin Haas Jeune & Cie, etc. Certaines de ces maisons sont toujours actives de nos jours, comme Audemars, Piguet & Cie, Patek Philippe & Cie ou Vacheron & Constantin.
Très vite la fabrication de chronographes va gagner les régions de Neuchâtel et de Berne. C'est là que va débuter l'industrialisation du chronographe à partir des années 1880. La fabrication en série permettant une forte réduction des coûts, le chronographe va devenir un instrument courant pour ses applications industrielles et sportives. Les entreprises pionnières sont Longines à St-Imier (création en 1862), Guinand Frères aux Brenets (création en 1865), Henchoz Frères au Locle, Stauffer/Nicolet à La Chaux-de-Fonds (création en 1830), Breitling à La Chaux-de-Fonds (création en 1884), Jules-Frédéric Jeanneret et sa descendance à St-imier (création en 1866) ou encore Édouard Heuer à Bienne (création en 1860).
La fabrication de chronographes est attestée également en Grande-Bretagne et en Allemagne, mais c'est surtout aux États-Unis que cette production atteindra des proportions non négligeables. L'American Waltham Watch Co. en a produit dès 1874, sur la base des brevets du Suisse Henri-Alfred Lugrin, de même que la Trenton Watch Co. vers 1891. La fabrication de chronographes de poche bon marché, à 1 ou 7 rubis, se poursuivra au XXe siècle chez la New England Watch Co, la New York Standard Watch Co., la Sterling Watch Co., et la New York Chronograph Watch Co. Enfin, Hamilton produira de remarquables chronographes de poche pendant la Seconde Guerre mondiale.

## Chronométrage aux épreuves olympiques
Lors des Jeux olympiques d'été de 1932, à Los Angeles, Omega devient le premier chronométreur officiel de l'évènement en fournissant 30 chronographes issus des ateliers Lemania. Ils permettent de mesurer les résultats aux dixièmes de seconde près. Aux Jeux de 1948, à Londres, est introduite la caméra photo finish ; la machine commence donc à avoir une précision supérieure à l'œil humain. Aux Jeux de 1952, à Helsinki, on utilise le quartz et l'électronique, alors que les résultats sont enregistrés au centième de seconde. Lors des Jeux de 1960, à Rome, c'est la dernière fois qu'un résultat final est jugé par un œil humain. Aux Jeux de 1964, à Tokyo, les résultats sont affichés sur un panneau en temps réel, à destination du public. Aux Jeux de 1968, à Mexico, le chronométrage est stoppé par la main du nageur sur un panneau de contact ; les juges sur le bord du bassin disparaissent.

## Le chronographe dans la montre mécanique
Dans la gamme des chronographes mécaniques simples, on distingue les chronographes à un poussoir des chronographes à deux poussoirs.
Le poussoir du chronographe à un poussoir permet de démarrer (start), puis d'arrêter (stop) et enfin de remettre à zéro (reset) les aiguilles du chronographe.
Le premier poussoir du chronographe à deux poussoirs sert à démarrer (start) et arrêter (stop) le comptage, alors que le deuxième poussoir permet d'effectuer la remise à zéro (reset) des aiguilles. Il est ainsi possible, à l'aide du premier poussoir, de redémarrer le chronométrage sans avoir fait au préalable une remise à zéro.

### L'affichage

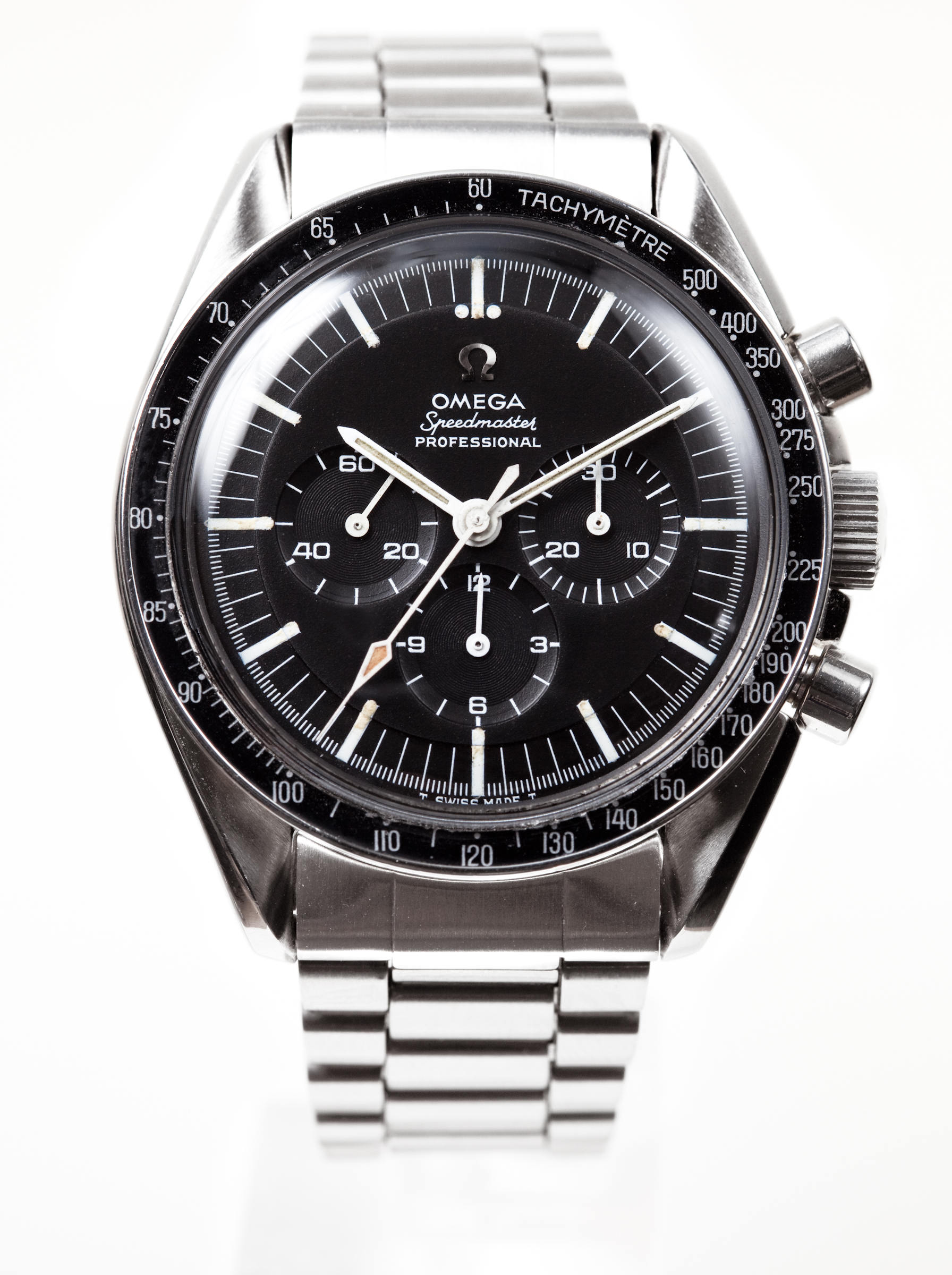
Montre chronographe (Omega Speedmaster Ref. 145.012-67).

Le chronographe comporte une aiguille mise en mouvement par un poussoir situé sur la montre. En général, cette aiguille est au centre et fait un tour par minute. Elle est appelée trotteuse.
Cette trotteuse ne tourne que lorsque le chronographe est enclenché. L'affichage de la seconde du mouvement de base, qui elle tourne tout le temps, se fait en général sur un petit cadran, en bas (à 6 h) ou à gauche (à 9 h). On l'appelle la petite seconde.
Le chronographe peut également être doté d'autres compteurs pour afficher, par exemple, des fractions de seconde, les minutes ou les heures chronométrées.
Sur le chronographe Omega Speedmaster ci-contre, les aiguilles sont placées de la manière suivante:
- au centre : la trotteuse (les secondes chronométrées), l'aiguille des heures et l'aiguille des minutes (affichage de l'heure du mouvement de base)
- à 3 h : le compteur 30 minutes (les minutes chronométrées)
- à 6 h : le compteur 12 heures (les heures chronométrées)
- à 9 h : la petite seconde (les secondes liées à l'affichage de l'heure)

La trotteuse peut être utilisée comme tachymètre : en mesurant le temps nécessaire pour faire 1 km, l'aiguille indique, sur la lunette, la vitesse moyenne durant ce kilomètre. Si le temps mesuré est de 36 s, l'aiguille indiquera {\displaystyle {\frac {1\,km}{36\,s}}=100\,km/h}.
D'autres échelles peuvent également être présentes comme l'échelle télémétrique, qui permet de mesurer la distance qui nous sépare d'un événement visible et audible, typiquement un éclair. Le décalage temporel entre image et son fournit la distance sur la base de la vitesse du son.
Les chronographes pulsométriques fournissent la fréquence cardiaque: le nombre de battements que l'utilisateur doit compter avant d'arrêter le chronographe est généralement indiqué sur le cadran de la montre. La durée, par exemple de 15 battements, permet de déterminer la fréquence en battements par minute.

Montre chronographe Zenith El Primero 21

La maison Zenith propose, en 1969 déjà, un chronographe équipé d'un oscillateur 5 Hz. Cette fréquence, plus élevée que celle des autres montres-chronographe (généralement 4 Hz), permet d'afficher le 1/10e de seconde lors du chronométrage.
D'autres types de chronographes s'utilisent comme compte à rebours. Les participants à des régates, par exemple, utilisent les intervalles de temps entre quatre signaux pour passer la ligne de départ au plus tôt. Les signaux de références sont les pavillons montés ou descendus, ils sont accompagnés de signaux sonores (coups de canon, klaxon, corne de brume). Les règles de course évoluent à chaque signal : les bateaux ont, par exemple, le droit de franchir à l'envers la ligne de départ pendant le premier intervalle de temps, mais sont pénalisés voire disqualifiés s'ils le font par la suite. Les règles sont variables selon les courses : par exemple, quatre signaux sont émis : 5 min, 4 min, 1 min avant le départ, puis au départ à proprement parler et à partir duquel les bateaux peuvent franchir la ligne de départ.
La montre Rolex Yacht Master II possède un compte à rebours réglable. Suivant la course, le temps entre premier et dernier signaux peut être, par exemple, de 10 min à la place de 5 min. L'aiguille affichant les minutes avant le départ peut être ajustée. Lorsque l'utilisateur presse sur le premier poussoir (à 2 h), la trotteuse commence à bouger, le compteur de minutes commence à décompter. À chaque signal sonore, une pression du deuxième poussoir permet de resynchroniser le compte à rebours à la minute la plus proche. En cas de report, l'utilisateur peut arrêter ou recommencer le compte à rebours.

### Fonctionnement

#### Les phases et actions du chronographe à deux poussoirs
Le chronographe a en principe trois phases de fonctionnement qui sont :
- la position de départ
- le chronométrage
- l'affichage (du temps chronométré)

Ces trois phases sont déclenchées par trois actions :
- Départ (start) : Lorsqu'on presse le premier poussoir, la trotteuse se met à tourner et le chronométrage commence.
- Arrêt (stop) : Lorsqu'on represse le premier poussoir, la trotteuse et les compteurs sont figés. Le temps chronométré reste donc affiché.
- Mise à zéro (reset) : Lorsque la trotteuse est arrêtée et que l'on presse le deuxième poussoir, les aiguilles retournent dans leur position de départ.

Les actions start et stop sont déclenchées par le premier poussoir. Ces actions peuvent être répétées alternativement (restart et restop) toujours avec le premier poussoir. Les temps chronométrés sont additionnés.
L'action reset est déclenchée par le deuxième poussoir. Son déclenchement est bloqué durant la phase de chronométrage et ne peut donc être effectué que pendant la phase d'affichage.

Start : démarrage de la trotteuse et des compteurs
Stop : arrêt de la trotteuse et des compteurs
Reset : remise à zéro du tout

#### Les phases et actions du chronographe à un poussoir
Le chronographe a un poussoir ressemble beaucoup au chronographe à deux poussoirs. Cependant, le poussoir unique effectue de façon séquentielle les trois actions start, stop et reset. Il n'est donc pas possible d'effectuer un restart comme avec le chronographe à deux poussoirs.

#### Fonctionnement côté mouvement
Le fonctionnement d'un chronographe nécessite des actions simultanées ou quasi-simultanées sur plusieurs mobiles.
- En position de départ, les aiguilles (trotteuse et compteurs) sont maintenues à 12H par un marteau s'appuyant contre des cames en forme de cœur, le frein est levé.
- Pour démarrer le chronométrage, une pression sur le poussoir départ-arrêt (1) pousse le levier de commande (3) qui fait tourner la roue à colonne ou la navette (4). Celle-ci relève le marteau (5) et abaisse la bascule d'embrayage (6). La roue entraîneuse de chronographe (aussi appelée roue sur champ, 8) qui est solidaire de la roue de seconde du mouvement et qui, par conséquent, tourne en permanence, se met à entraîner la roue de chronographe (10) par l'intermédiaire de la roue d'embrayage (9). À la fin de chaque tour, la roue de chronographe entraîne la roue compteur de minutes (11).
- Pour stopper le chronométrage, une deuxième pression sur le poussoir départ-arrêt (1) va relever la bascule d'embrayage (6) et abaisser le frein (7) pour maintenir le mobile de chronographe et permettre la lecture du temps chronométré.
- Pour remettre les aiguilles à zéro, une pression sur le poussoir de retour à zéro (2) relève le frein (7) et lâche le marteau (5) qui tombe sur les cœurs (12) pour les remettre dans leur position initiale.

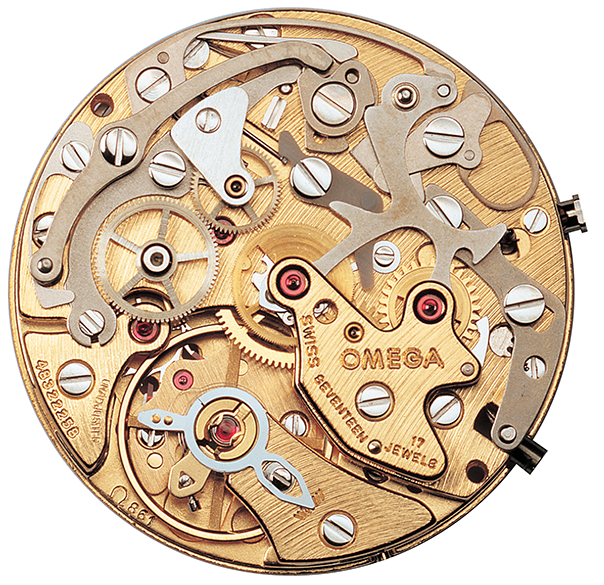
Photo du chronographe Lemania dans un mouvement Oméga. L'image du chronographe vu du côté du mécanisme (côté pont) est inversée (haut et bas) par rapport aux images précédentes, le poussoir départ-arrêt est en bas. (avec l'aimable autorisation de la FET)
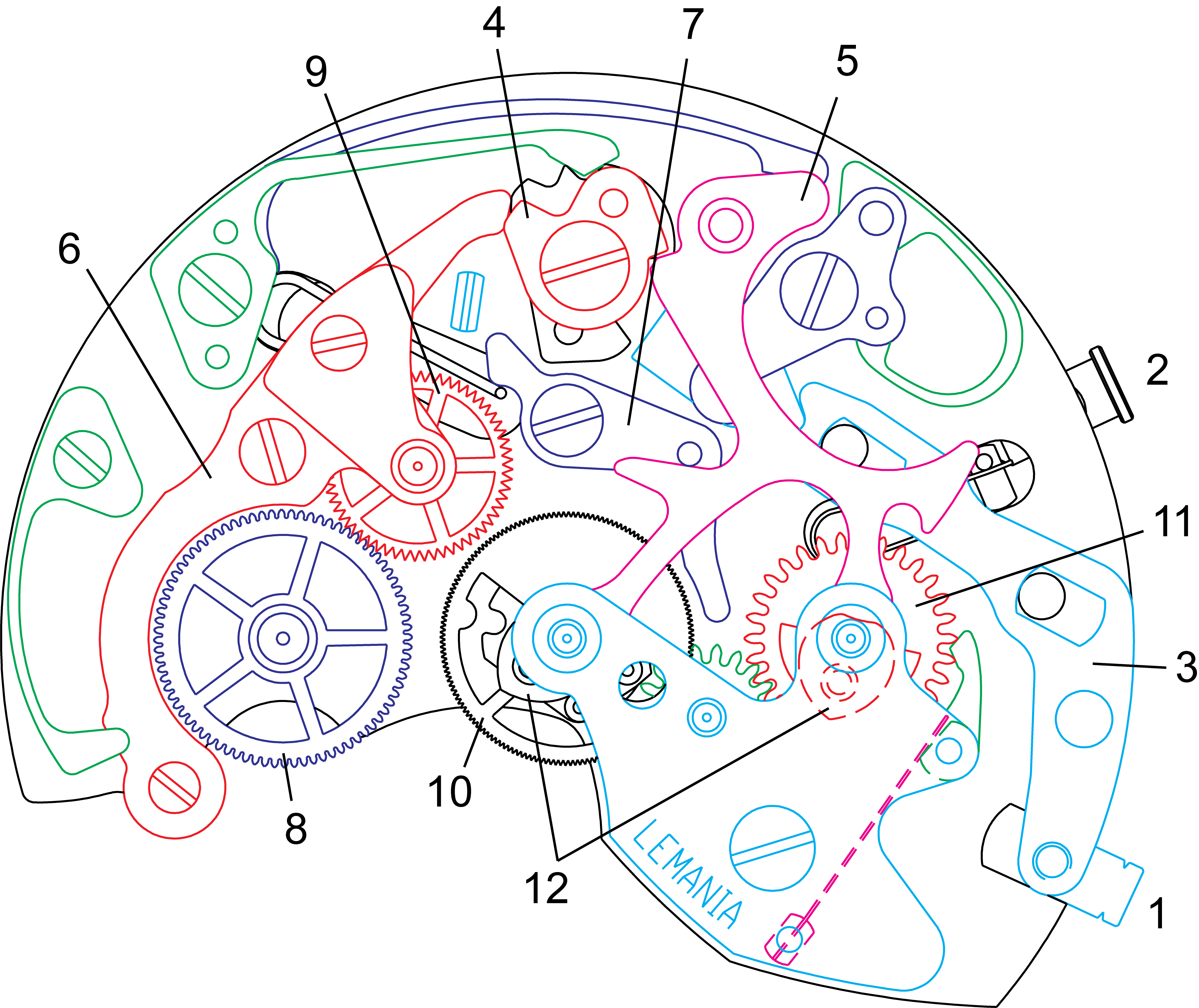
Vue schématique du chronographe Lemania : (1) poussoir départ-arrêt, (2) poussoir de retour à zéro, (3) levier de commande, (4) navette, (5) marteau, (6) bascule d'embrayage, (7) frein, (8) roue entraîneuse de chronographe (roue sur champ), (9) roue d'embrayage, (10) roue de chronographe, (11) compteur de minute, (12) cœur. (avec l'aimable autorisation de la FET)

#### Le sélecteur
Suivant le type de chronographe le sélecteur diffère de forme :
- Le poussoir du chronographe à un poussoir manipule un sélecteur de type roue à colonne.
- Le premier poussoir du chronographe à deux poussoirs manipule un sélecteur de type roue à colonne ou à navette.

La roue à colonne tourne toujours dans le même sens sous l'action d'un cliquet, alors que la navette, aussi appelée came, tourne alternativement à gauche et à droite.

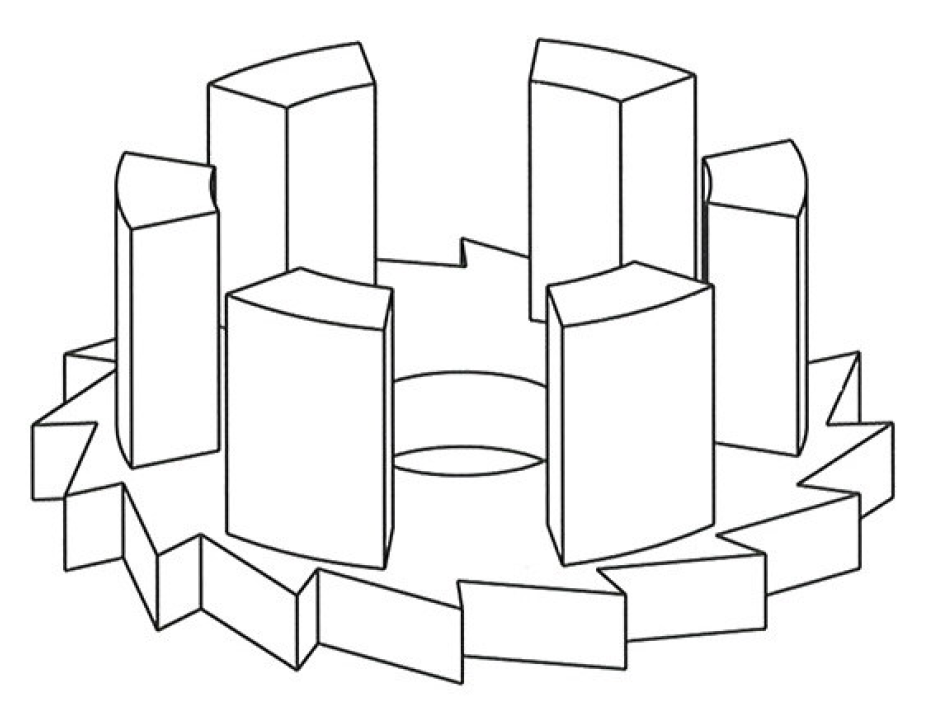
Roue à colonnes.
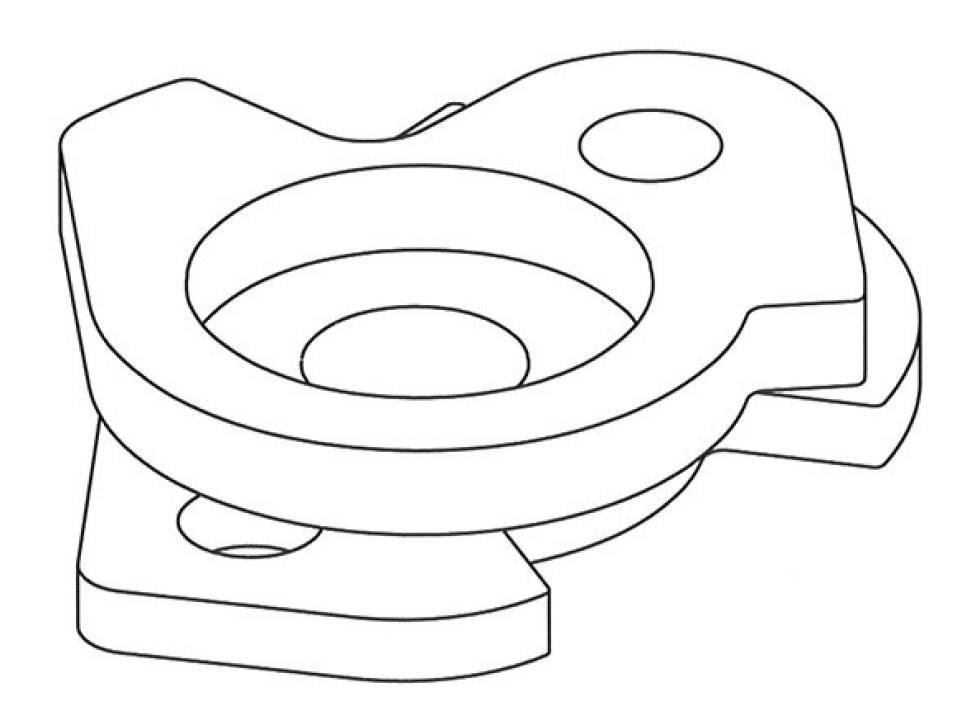
Navette (ou came) de chronographe.

Le sélecteur actionne le levier d'embrayage, le frein et les marteaux. Dans le cas du chronographe à deux poussoirs, les marteaux sont actionnés directement par le deuxième poussoir.

### Variantes de chronographes

#### La rattrapante
Le chronographe à rattrapante
comporte également les phases position de départ, chronométrage et affichage du chronographe simple, mais il possède une aiguille trotteuse supplémentaire et un poussoir additionnel. Lors du départ, les deux trotteuses sont superposées et tournent ensemble.
La deuxième trotteuse, appelée rattrapante, peut être stoppée à tout moment par le poussoir additionnel, alors que la première trotteuse continue sa course. On peut alors lire un temps intermédiaire sur la rattrapante.
Une nouvelle pression sur le poussoir additionnel ramène la rattrapante sur la trotteuse et les deux aiguilles continuent de tourner ensemble.
Le chronographe à rattrapante possède en général deux roues à colonnes, la première ayant la même fonction que pour le chronographe simple, alors que la deuxième manipule la pince (frein) de rattrapante.

#### Le flyback (retour-en-vol)
En général, le chronographe flyback possède également deux poussoirs.
- Le premier poussoir démarre la trotteuse et l'arrête, comme dans un chronographe simple.
- Le deuxième poussoir effectue les trois actions stop, reset et start d'une seule pression lorsque le chronométrage est en phase de chronométrage. S'il est en phase d'affichage, le deuxième poussoir effectue alors uniquement l'action reset.

Le chronographe flyback est utilisé principalement par les pilotes en navigation aérienne. Il leur permet de relancer une nouvelle mesure tout en limitant les actions (une pression unique).

#### Les chronographes à haute fréquence
Il existe des chronographes, souvent appelés compteurs de sport, comportant un résonateur à haute fréquence, typiquement à 50 Hz, permettant d'améliorer la résolution temporelle, typiquement au 1/100e de seconde. Ces compteurs étaient largement utilisés dans le chronométrage sportif. La précision d'un chronographe est à mettre en relation avec le temps de réaction humain et surtout avec sa répétabilité. Bien que le temps moyen de réaction à un stimulus optique soit d’environ 180 ms, si le temps de réaction est exactement le même lors du start et du stop, le chronométrage a la précision temporelle du chronographe.
Louis Moinet, inventeur du chronographe, est également le père de Haute Fréquence. En 1816, son Compteur de Tierces battait à 216'000 vibrations par heure, soit 30 Hz. Il fallut attendre exactement un siècle (1916) pour qu'une telle fréquence fut dépassée, avant que la fréquence standard d'un chronomètre ne revienne aux valeurs actuelles, pour la plupart 4 Hz ou 5 Hz. Le Compteur de Tierces est toujours conservé aux Ateliers Louis Moinet, parfaitement fonctionnel. 
La manufacture Tag Heuer propose également des concepts de chronographes (pas disponibles sur le marché ou en version très limitées) équipés d'un résonateur très haute fréquence (500 et 1'000 Hz) permettant une résolution au 1/1000e, respectivement 1/2000e de seconde.

## Le chronographe dans la montre électronique

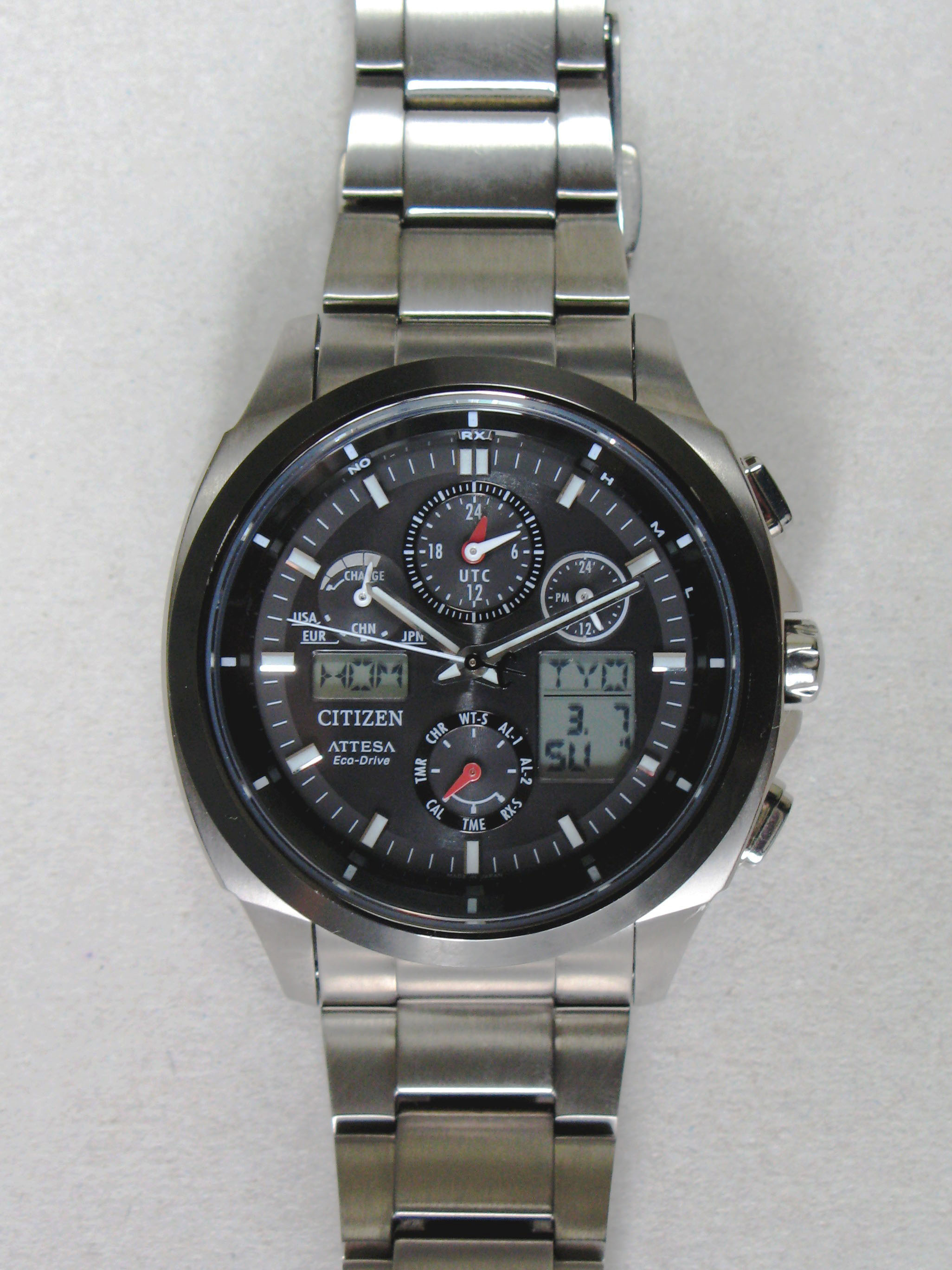
Montre chronographe à affichage hybride (Citizen Atessa Eco-Drive ATV53-3023).

Les montres électroniques, qu'elles soient à affichage analogique (aiguilles) ou numérique (LCD), peuvent proposer les fonctions de chronographes, de manière très similaire aux montres mécaniques.
La partie chronographe peut être réalisée sous plusieurs formes :
- Complètement mécanique : on se « branche » sur la rotation du mobile de seconde du mouvement électronique pour « motoriser » la partie chronographe.
- Électro-mécanique : la partie chronographe possède au moins un moteur électronique (moteur Lavet) qui entraîne la trotteuse. Les compteurs sont entraînés par un engrenage ou disposent de leur propre moteur électronique.
- Complètement électronique : la partie chronographe est entièrement électronique et les temps mesurés sont alors indiqués sur un affichage numérique.

On observe également des affichages hybrides, comme la Citizen ci-contre où l'heure du moment est affichée analogiquement alors que les temps chronométrés sont affichés numériquement. On rencontre aussi des temps chronométrés qui sont affichés en partie analogiquement (par exemple, la seconde) et en partie numériquement (par exemple, les 1/100e de seconde).
Les chronographes électroniques offrent parfois des fonctions supplémentaires, comme les fonctions split et lap.

### Split
Une montre avec la fonction split possède un premier poussoir qui déclenche les phases chronométrage et affichage comme dans la montre mécanique. Le deuxième poussoir permet d'afficher un temps intermédiaire, sans arrêter le chronométrage. Une nouvelle pression sur le deuxième poussoir ré-affiche le temps qui s'écoule depuis le début du chronométrage. Si le chronométrage est arrêté, le deuxième poussoir déclenche l'action reset, comme dans la montre mécanique.
Le fonctionnement ressemble à celui du chronographe mécanique à rattrapante, mais sans aiguille de seconde supplémentaire. Le moteur fait de nombreux pas rapidement pour rattraper le temps.

### Lap
La fonction lap est utilisée pour les sports impliquant plusieurs passages au même endroit (plusieurs tours).
Un poussoir permet, avec une seule pression, d'afficher le temps du tour tout en relançant simultanément le chronométrage du tour suivant. Une nouvelle pression sur le poussoir ré-affiche le temps de chronométrage qui s'écoule pour le tour suivant. Il est généralement possible de connaître le temps total (addition des différents tours) à la fin de la course.

## Quelques montres chronographe mythiques

### La conquête spatiale
De nombreux chronographes mythiques sont liés à la conquête spatiale. La plupart des montres qui sont allées dans l'espace sont en fait des chronographes. Bien que Youri Gagarine, le premier homme dans l'espace, portait au poignet une montre simple de la marque Poljot, les astronautes suivants avaient, pour la plupart, un chronographe. John Glenn était équipé d'un compteur Heuer, Scott Carpenter d'une Breitling Navitimer.
Alexeï Leonov portait un chronographe Strela lors de la première sortie extra-véhiculaire en 1965. Tous les astronautes ayant participé à la conquête de la lune étaient équipés du chronographe Omega Speedmaster Professional.
La première montre automatique dans l’espace est aussi un chronographe de Seiko, porté par William Pogue en 1973.
Avec l'apparition des montres à quartz, les chronographes officiellement utilisés par les astronautes sont à affichage hybride (analogique et numérique), comme l'Omega Speedmaster Skywalker X-33, qualifiée par la NASA et l'ESA. Depuis 1994, les cosmonautes russes emportent des chronographes Fortis.

### Le sport et l'aviation
D'autres chronographes mythiques sont liés aux sports automobiles et à l'aviation. Tag Heuer produit des chronographes destinés aux pilotes automobiles, comme la célèbre "Monaco", ainsi qu'aux pilotes d'avion, comme la "Carrera" avec sa fonction flyback. Rolex avec ses modèles Daytona s'adresse aux courses de voitures. Citons encore le premier chronographe automatique (1969), "El Primero" de Zenith. Son histoire est particulière, puisqu'il a fait la gloire de maison Zenith, mais qu'il aurait pu disparaître lors de la crise horlogère des années 75-85, si Charles Vermot n'avait pas caché les plans et les moyens de production (étampes) dans les greniers de l'entreprise.
Du côté montre électronique, on notera en 1988 la sortie de la famille 251 des mouvements quartz chronographe de la maison ETA. Cette famille de mouvements associe à chaque aiguille compteuse, son propre moteur électronique. Les calibres ETA 251.272 (4 moteurs) et 251.262 (5 moteurs) ont marqué l'histoire de la maison ETA. Aujourd'hui, la famille de calibre 251 existe toujours dans des versions plus modernes.

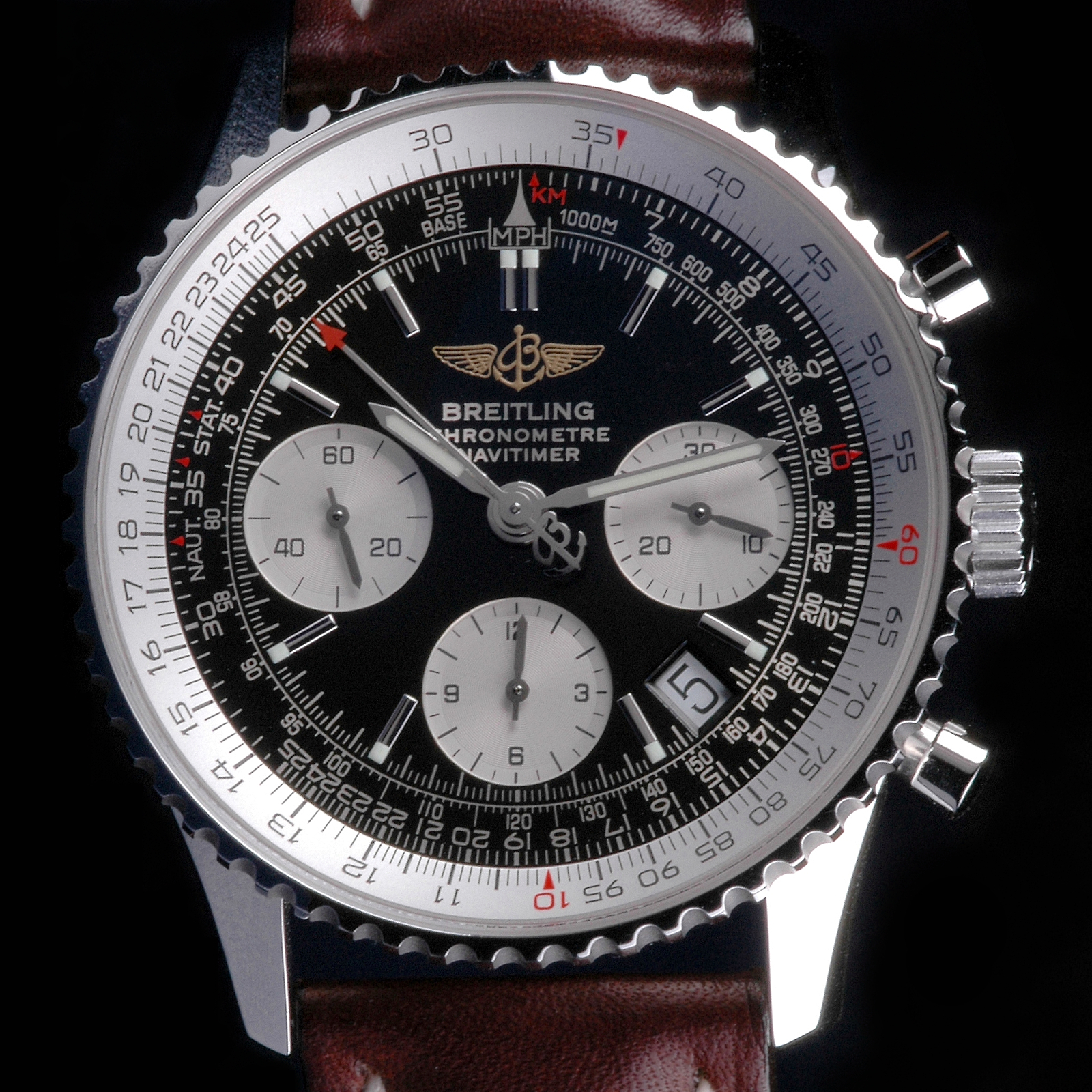
Montre chronographe Breitling Navitimer. Montre équivalente à celle portée par Scott Carpenter en 1962.
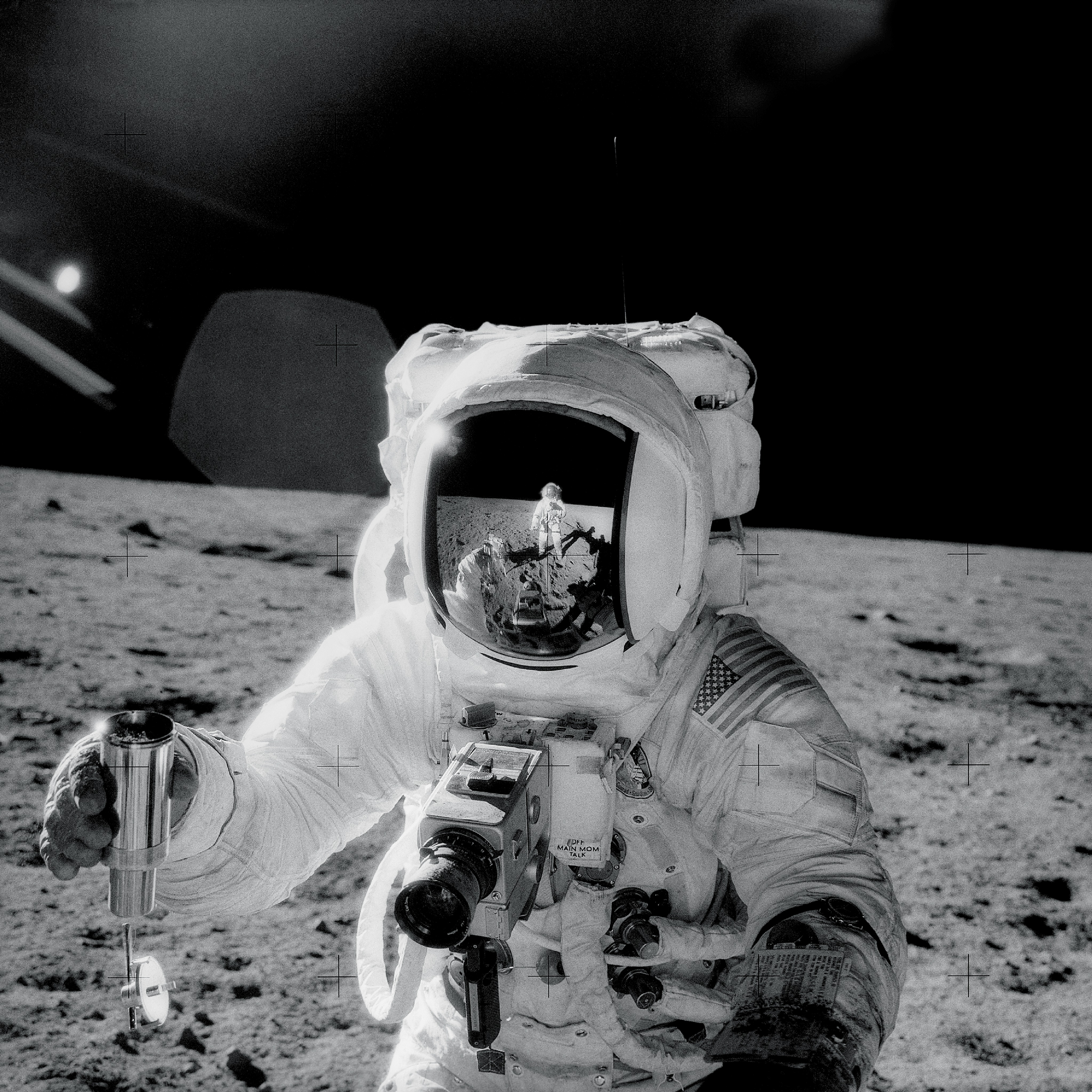
Mission Apollo 12, Novembre 1969. Alan Bean porte une Omega Speedmaster Professional sur son bras gauche.
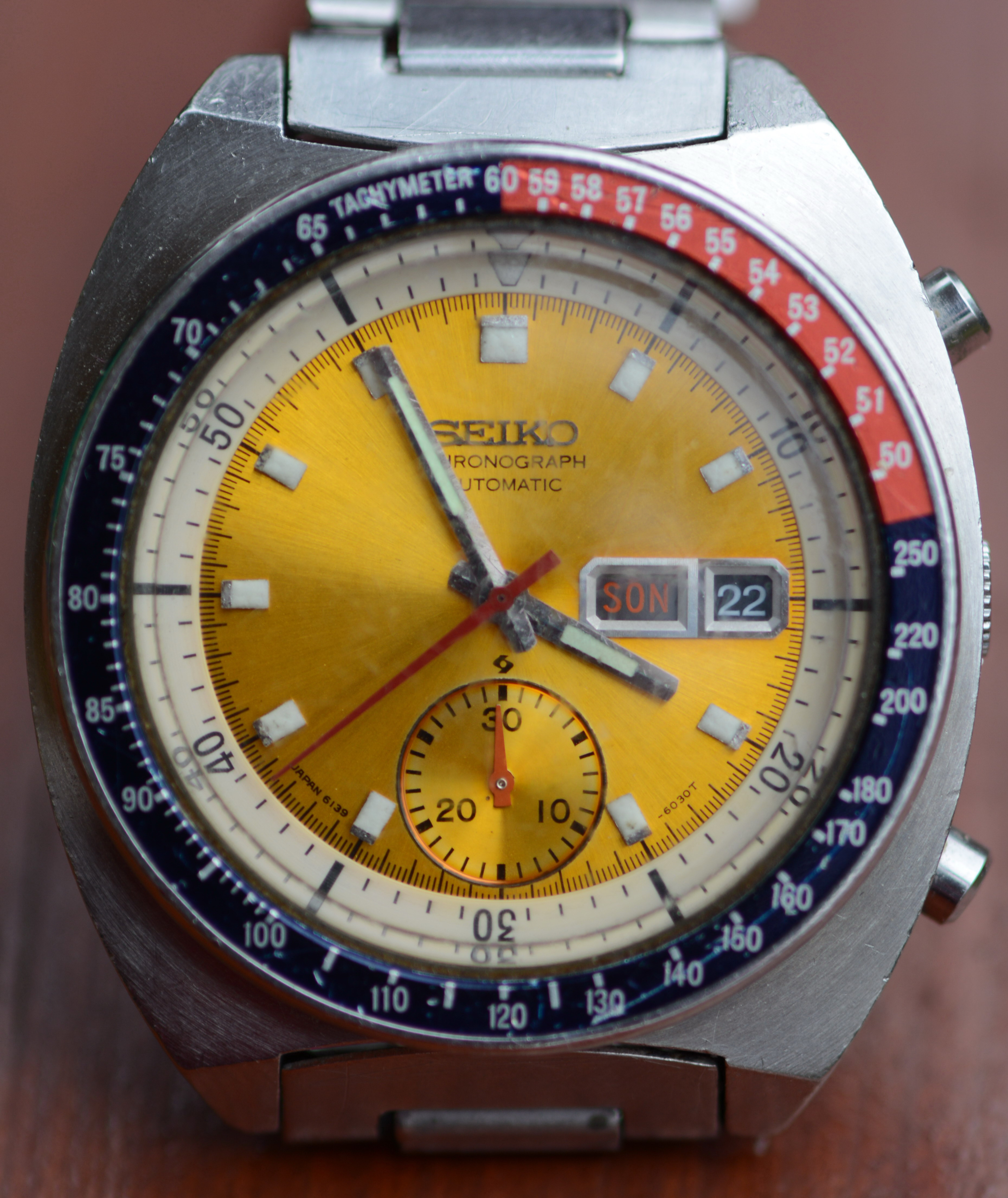
Montre chronographe automatique Seiko 6139, portée comme montre personnelle par William Pogue en 1973.
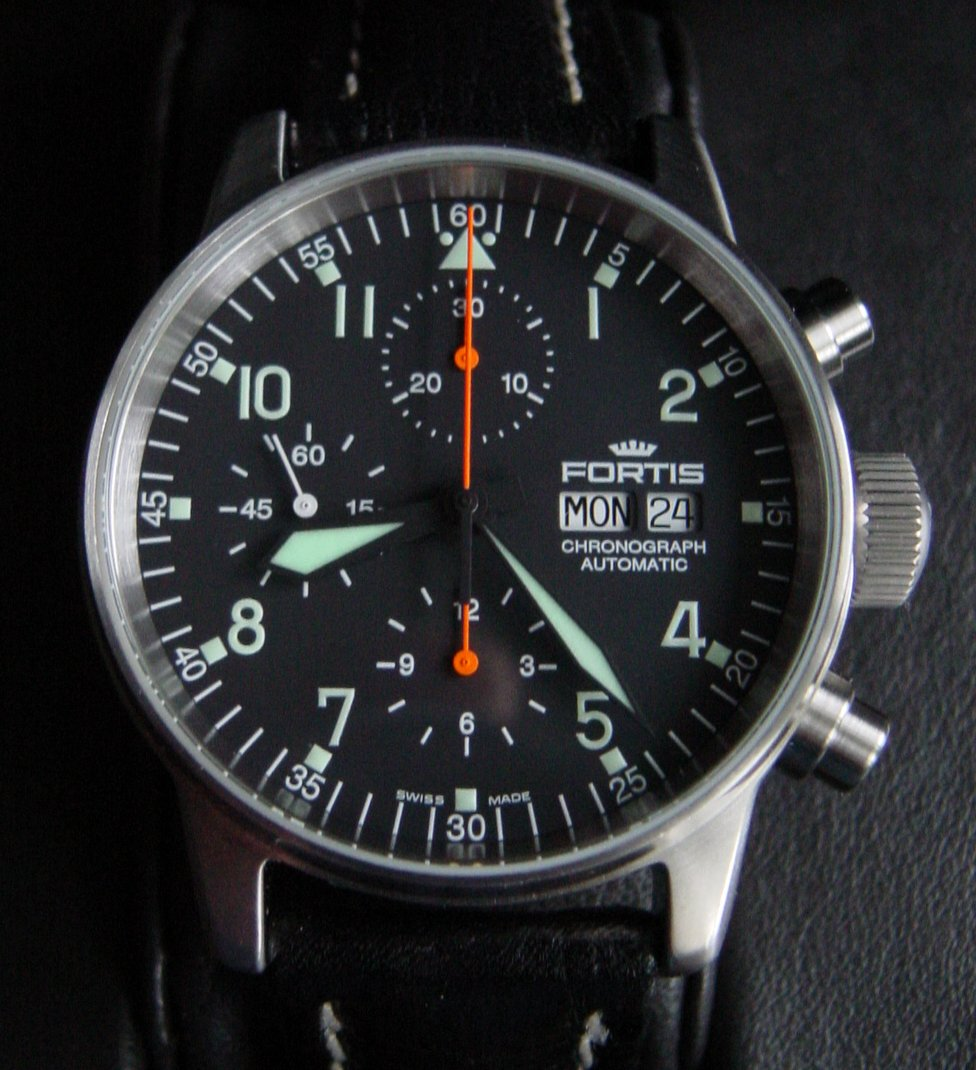
Montre chronographe Fortis, pour cosmonautes ou pilotes, avec le mouvement automatique Valjoux 7750 de ETA.
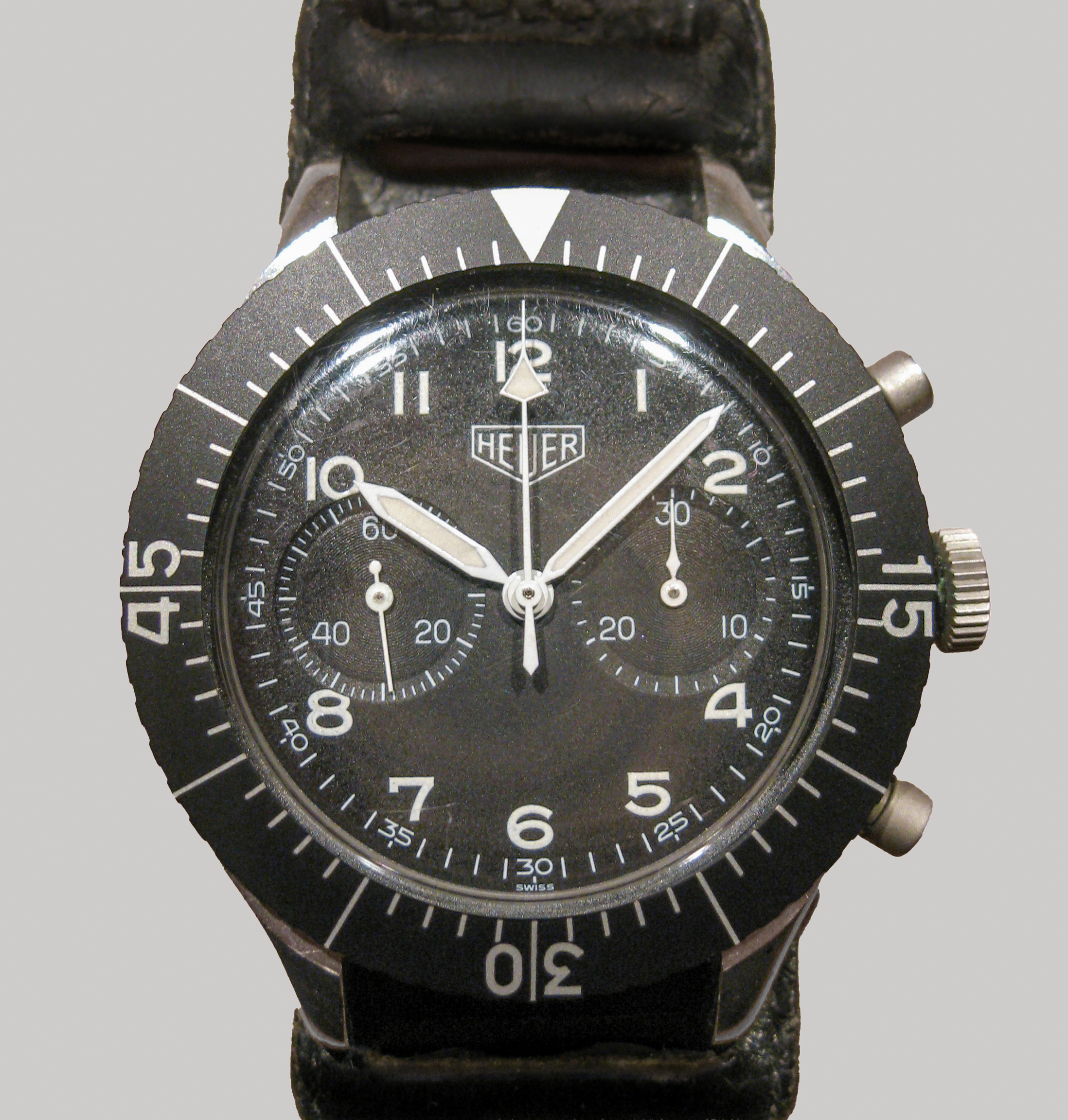
Montre chronographe Carrera, Heuer, pour pilotes d'avion avec la fonction flyback.
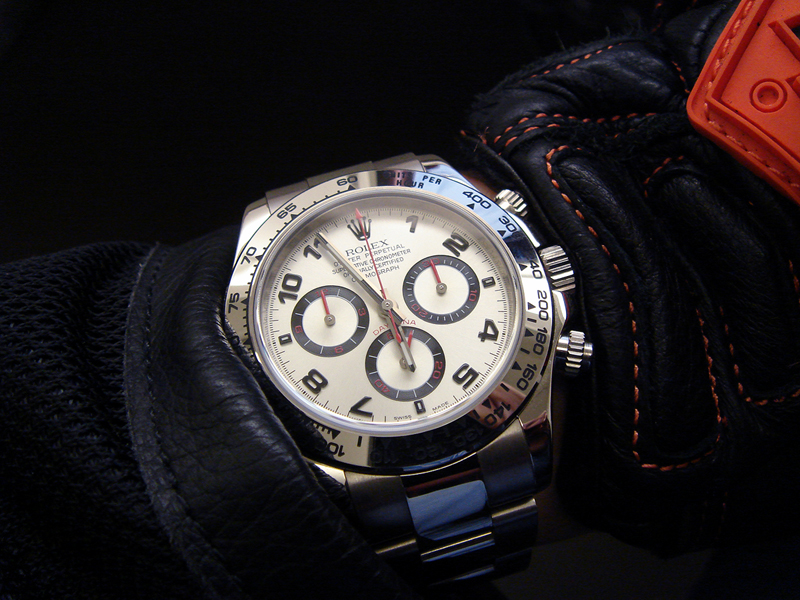
Montre chronographe Daytona, Rolex, destinée aux pilotes automobiles.
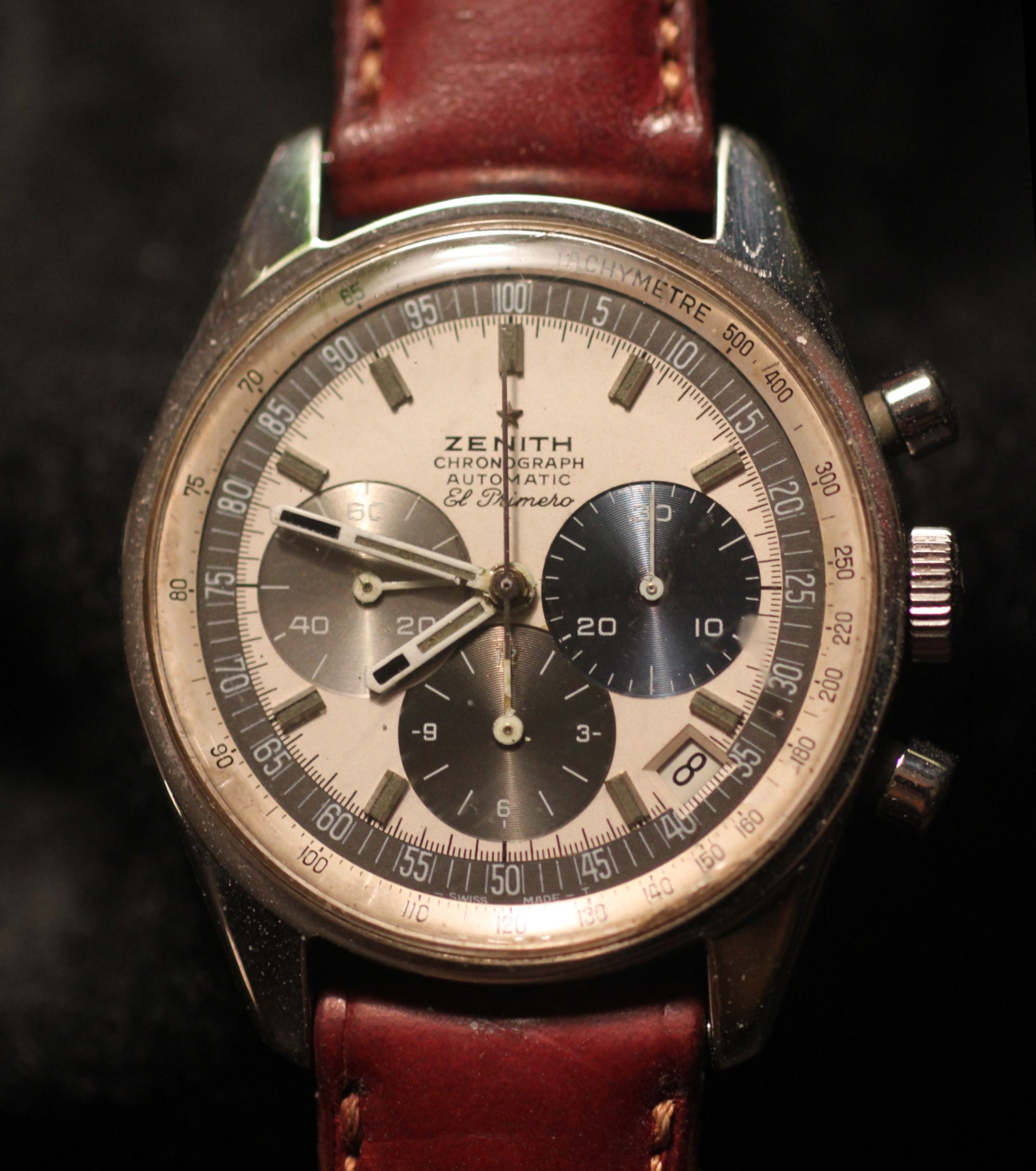
Première montre chronographe automatique Zenith El Primero, modèle de 1970.
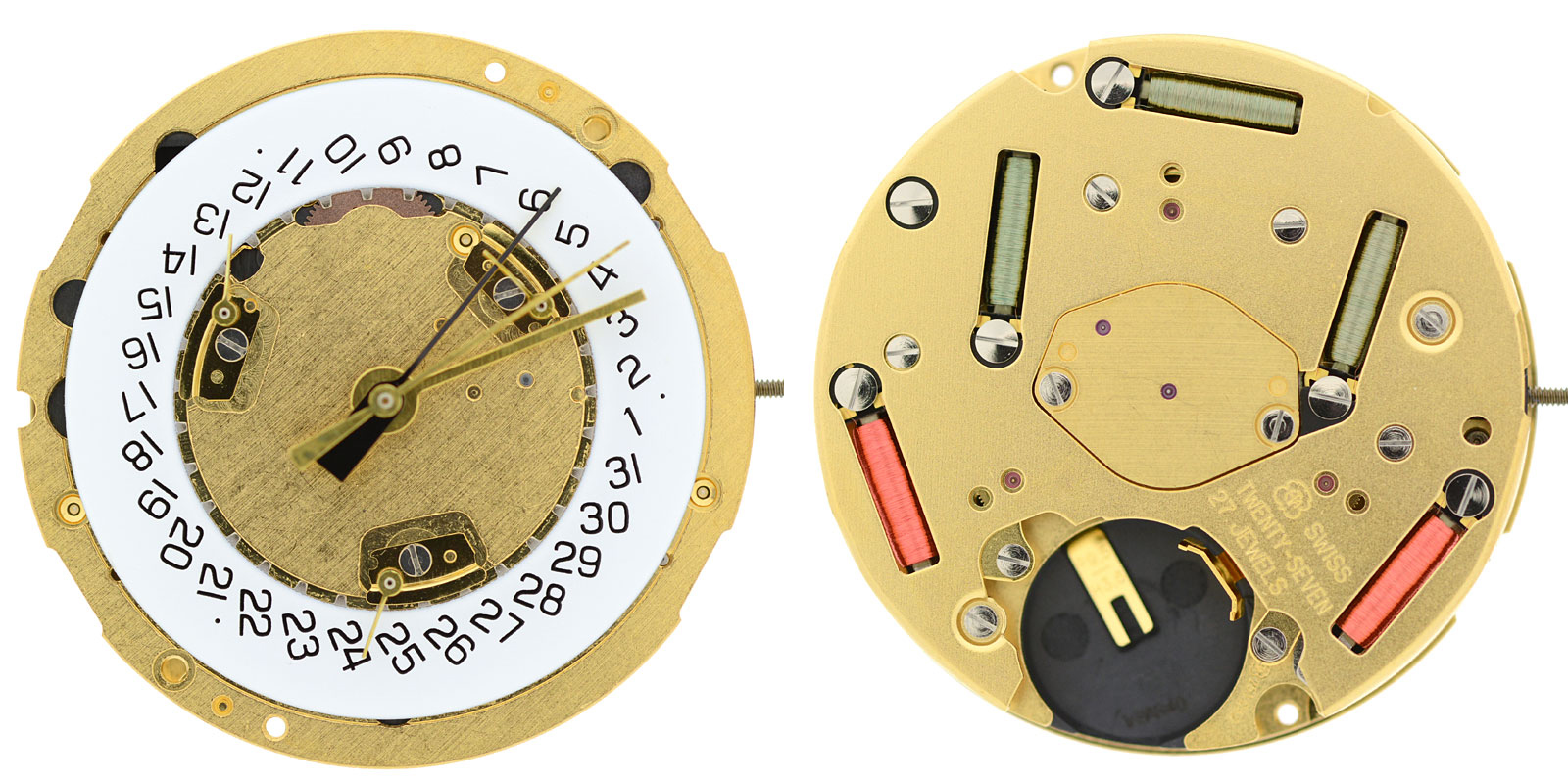
Calibre ETA 251.262.

### Lectures complémentaires
- Charles-André Reymondin, Georges Monnier, Didier Jeanneret et Umberto Pelaratti, Théorie d'horlogerie, Neuchâtel, Fédération des écoles techniques (FET), 2015, 99-128 p. (ISBN 2-940025-47-9)
- Bernard Humbert, Le chronographe, Lutry, Scriptar, 1995 (ISBN 2-9700-5738-7)
- François LeCoultre, Les montres compliquées, Neuchâtel, Antoine Simonin, 2004, ??-?? (ISBN 2-88175-000-1)
- Léopold Defossez, Théorie générale de l'horlogerie, La Chaux-de-Fonds, Chambre suisse de l'horlogerie, 1950, ??-??